# Campeonato Potiguar Segunda Divisão 2010
In 2010 werd de dertiende editie van de Campeonato Potiguar Segunda Divisão gespeeld voor voetbalclubs uit de Braziliaanse staat Rio Grande do Norte. De competitie werd georganiseerd door de FNF en werd gespeeld van 8 oktober tot 12 december. ABC-B werd kampioen, maar omdat tweede elftallen van clubs uit de hoogste klasse niet kunnen promoveren mocht vicekampioen Palmeira naar de hoogste klasse. 

## Eindstand
| Plaats | Club             | Wed. | W | G | V | Saldo | Ptn. |
| ------ | ---------------- | ---- | - | - | - | ----- | ---- |
| 1.     | ABC-B            | 8    | 7 | 0 | 1 | 24:7  | 21   |
| 2.     | Palmeira         | 8    | 5 | 0 | 3 | 12:9  | 15   |
| 3.     | Atlético Potengi | 8    | 4 | 1 | 3 | 15:10 | 13   |
| 4.     | América-B        | 8    | 1 | 2 | 5 | 5:22  | 5    |
| 5.     | Vênus            | 8    | 1 | 1 | 6 | 11:19 | 4    |

|  | Geplaatst voor finale |
|  | Promotie              |

## Kampioen
| Campeonato Potiguar de 2010- Segunda Divisão |
| Rio Grande do Norte                          |
| -------------------------------------------- |
| ABC-B Kampioen (1° titel)                    |